# Alypia sacramenti
Alypia sacramenti là một loài bướm đêm trong họ Noctuidae.